# العلاقات الفرنسية الليتوانية
العلاقات الفرنسية الليتوانية هي العلاقات الثنائية التي تجمع بين فرنسا وليتوانيا.

## مقارنة بين البلدين
هذه مقارنة عامة ومرجعية للدولتين:
| وجه المقارنة                                              | فرنسا                                                    | ليتوانيا                                                    |
| --------------------------------------------------------- | -------------------------------------------------------- | ----------------------------------------------------------- |
| المساحة (كم2)                                             | 643.80 ألف                                               | 65.30 ألف                                                   |
| عدد السكان (نسمة)                                         | 67.12 مليون                                              | 2.79 مليون                                                  |
| الكثافة السكانية (ن./كم²)                                 | 104.26                                                   | 42.73                                                       |
| العاصمة                                                   | باريس                                                    | فيلنيوس، كاوناس                                             |
| اللغة الرسمية                                             | لغة فرنسية                                               | اللغة الليتوانية                                            |
| العملة                                                    | يورو، فرنك س ف ب، فرنك فرنسي، Livre tournois ‏            | ليتاس ليتواني، يورو                                         |
| الناتج المحلي الإجمالي (بليون دولار)                      | 2.58 تريليون                                             | 47.17 مليار                                                 |
| الناتج المحلي الإجمالي (تعادل القوة الشرائية) بليون دولار | 2.87 تريليون                                             | 84.06 مليار                                                 |
| الناتج المحلي الإجمالي الاسمي للفرد دولار أمريكي          | 36.20 ألف                                                | 14.15 ألف                                                   |
| الناتج المحلي الإجمالي للفرد دولار أمريكي                 | 39.33 ألف                                                | 27.69 ألف                                                   |
| مؤشر التنمية البشرية                                      | 0.888                                                    | 0.839                                                       |
| رمز المكالمات الدولي                                      | +33                                                      | +370                                                        |
| رمز الإنترنت                                              | .fr، .bzh ‏، .tf، .re، .wf، .yt، .pm، .paris              | .lt                                                         |
| المنطقة الزمنية                                           | أوروبا/باريس ‏، توقيت وسط أوروبا، توقيت وسط أوروبا الصيفي | ت ع م+02:00، ت ع م+03:00، أوروبا/فيلنيوس ‏، توقيت شرق أوروبا |

## مدن متوأمة
في ما يلي قائمة باتفاقيات التوأمة بين مدن فرنسية وليتوانية:
- ترتبط ستراسبورغ مع فيلنيوس باتفاقية توأمة منذ 1 ديسمبر 2009.
- ترتبط ليفين مع Pasvalys [الإنجليزية]‏ باتفاقية توأمة منذ 1960.
- ترتبط غرانفيل مع بريناي باتفاقية توأمة.
- ترتبط غرونوبل مع كاوناس باتفاقية توأمة منذ 1997.[18][18][18]

## منظمات دولية مشتركة
يشترك البلدان في عضوية مجموعة من المنظمات الدولية، منها:
| علم المنظمة | اسم المنظمة                               | تاريخ انضمام فرنسا | تاريخ انضمام ليتوانيا |
| ----------- | ----------------------------------------- | ------------------ | --------------------- |
|             | الاتحاد الأوروبي                          | 25 مارس 1957       | 1 مايو 2004           |
|             | وكالة ضمان الاستثمار متعدد الأطراف        | 28 ديسمبر 1989     | 8 يونيو 1993          |
|             | منظمة التعاون الاقتصادي والتنمية          | 7 أغسطس 1961       | 5 يوليو 2018          |
|             | الأمم المتحدة                             | 24 أكتوبر 1945     | 17 سبتمبر 1991        |
|             | مركز تنسيق الحركة في أوروبا ‏              | ?                  | ?                     |
|             | منظمة حظر الأسلحة الكيميائية              | ?                  | ?                     |
|             | منظمة التجارة العالمية                    | 1995               | ?                     |
|             | منظمة الشرطة الجنائية الدولية             | ?                  | ?                     |
|             | منظمة الأمن والتعاون في أوروبا            | 25 يونيو 1973      | 10 سبتمبر 1991        |
|             | مؤسسة التنمية الدولية                     | 30 ديسمبر 1960     | 23 سبتمبر 2011        |
|             | حلف شمال الأطلسي                          | 4 أبريل 1949       | 29 مارس 2004          |
|             | يونسكو                                    | 4 نوفمبر 1946      | 7 أكتوبر 1991         |
|             | مجلس أوروبا                               | 5 مايو 1949        | ?                     |
|             | الاتحاد البريدي العالمي                   | ?                  | ?                     |
|             | البنك الدولي للإنشاء والتعمير             | 27 ديسمبر 1945     | 6 يوليو 1992          |
|             | اتفاقية السماوات المفتوحة                 | ?                  | ?                     |
|             | الاتحاد الدولي للاتصالات                  | 1866               | 1 يوليو 1923          |
|             | مؤسسة التمويل الدولية                     | 20 يوليو 1956      | 15 يناير 1993         |
|             | المنظمة الأوروبية لسلامة الملاحة الجوية   | 1960               | 2006                  |
|             | المركز الدولي لتسوية المنازعات الاستشارية | 20 سبتمبر 1967     | 5 أغسطس 1992          |
|             | مجموعة الموردين النوويين                  | ?                  | ?                     |

## أعلام
هذه قائمة لبعض الشخصيات التي تربطها علاقات بالبلدين:
- ألخيرداس جوليان غريماس (9 مارس 1917[26] – 27 فبراير 1992[26])
- سيرج حازانافازايس (ممثل فرنسي، 11 سبتمبر 1963[27] – )
- ميشيل هازنافيسيوس (29 مارس 1967[28] – )

## وصلات خارجية
- موقع وزارة الخارجية الفرنسية
- موقع وزارة الخارجية الليتوانية